# Traxxas
Traxxas is een Amerikaans bedrijf opgericht in 1986 dat zich richt op de productie van radiografisch bestuurbare modelbouwvoertuigen, waaronder auto's, boten en quadcopters. Traxxas produceert zowel elektronische als door nitromethaan aangedreven bestuurbare voertuigen.

## Geschiedenis
Vanaf 1987 begon Traxxas met de verkoop van een reeks elektrisch-aangedreven stadionvrachtwagens en buggymodellen. In 1989 bracht Traxxas zijn eerste radiografisch bestuurde boot uit, de Villan IV. In 1992 werd het eerste RTR (Ready to Race) nitro-model, de Nitro Hawk, uitgebracht. Vier jaar later volgde er een RTR nitro-boot, genaamd de Nitro Vee.
In 1999 bracht Traxxas zijn eerste full-size monstertruck-model uit, de T-Maxx. Een grotere monstertruck, de X-Maxx, kwam uit in 2015. In november 2012 lanceerde Traxxas zijn eerste vliegtuigproducten, de vliegklare DR-1 helikopter en QR-1 quadcopter.